# Kazimierz Leon Sapieha (1697–1738)
Kazimierz Leon Sapieha, herbu Lis, (ur. 28 maja 1697, zm. 20 maja 1738) – generał artylerii litewskiej w latach 1725-1738, starosta wołpieński od 1727, a od 1735 wojewoda brzeskolitewski, rotmistrz chorągwi petyhorskiej i odznaczony Orderem Orła Białego.

## Życiorys
Był synem Aleksandra Pawła i Marii Krystyny de Béthune, córki Franciszka Gastona de Béthune, siostrzenicy królowej Marii Kazimiery. Jego braćmi byli Józef Stanisław i Michał Antoni.
Ożenił się z Karoliną Teresą Radziwiłł i został ojcem:
- Aleksandra Michała,
- Michała Ksawerego,
- Anny Pauliny.

Był posłem na sejm 1729 roku.